# Alex Köberlein

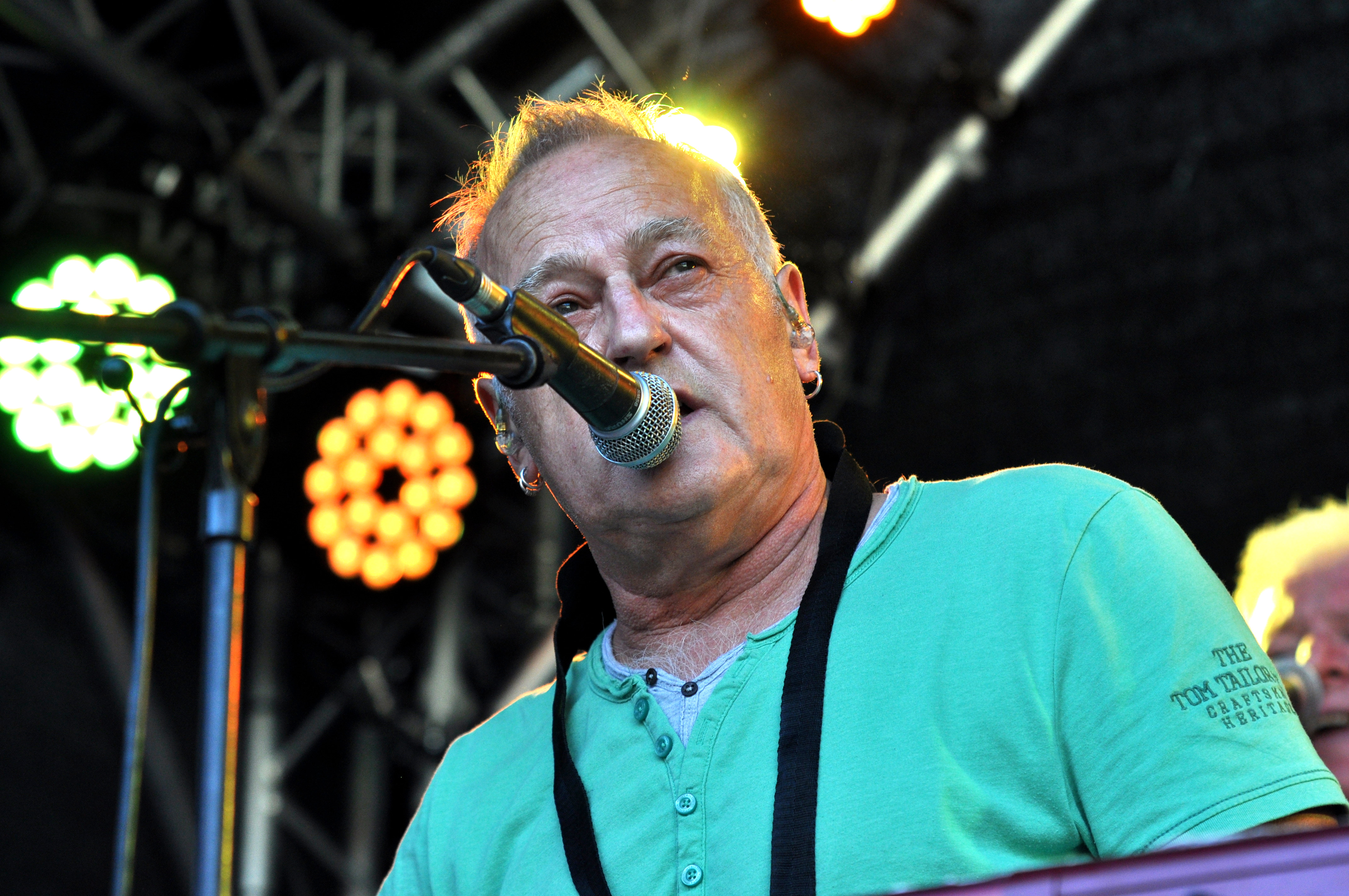
Alex Köberlein (2017)

Alexander „Alex“ Köberlein (* 19. November 1951 in Schussenried) ist ein deutscher Rock-Musiker und Sänger. Er ist Gründer und Leadsänger der Rock-Gruppen Grachmusikoff und Schwoißfuaß, deren Texte überwiegend in oberschwäbischem Dialekt gehalten sind. Insofern gilt er mit seinen Bands als einer der Protagonisten des Schwobarocks (eingedeutscht: Schwabenrocks)
Sein musikalisches Talent begann er, zusammen mit seinem Zwillingsbruder Georg, bereits im Alter von 14 Jahren in der Bad Schussenrieder Blaskapelle auszuleben. In den späten 1960er Jahren begannen die beiden eigene Bands zu gründen. Von 1972 bis 1976 studierte Köberlein Musik an der PH Reutlingen, anschließend arbeitete er ein halbes Jahr als Lehrer.
1978, nach einer Demonstration gegen die Schließung eines Jugendhauses in Bad Schussenried, auf der die Köberlein-Brüder Bänkellieder in schwäbischem Dialekt angestimmt hatten, wurde – sozusagen einer spontanen Eingebung entsprungen – Grachmusikoff gegründet.
Da sein Bruder Georg aufgrund familiärer Hintergründe nicht mehr regelmäßig bei den immer öfter stattfindenden öffentlichen Auftritten von Grachmusikoff teilnehmen konnte, gründete Alex im Frühjahr 1979 die Band Schwoißfuaß. Diese übernahm zunächst das Repertoire von Grachmusikoff und interpretierte es lediglich auf eine rockigere Art, um schließlich innerhalb von zwei Jahren eine unerwartete Popularität zu erreichen. Schwoißfuaß löste sich 1986 auf, traf sich aber 1996 – nur für einen Sommer – noch einmal zu einer relativ erfolgreichen Revival-Tour.

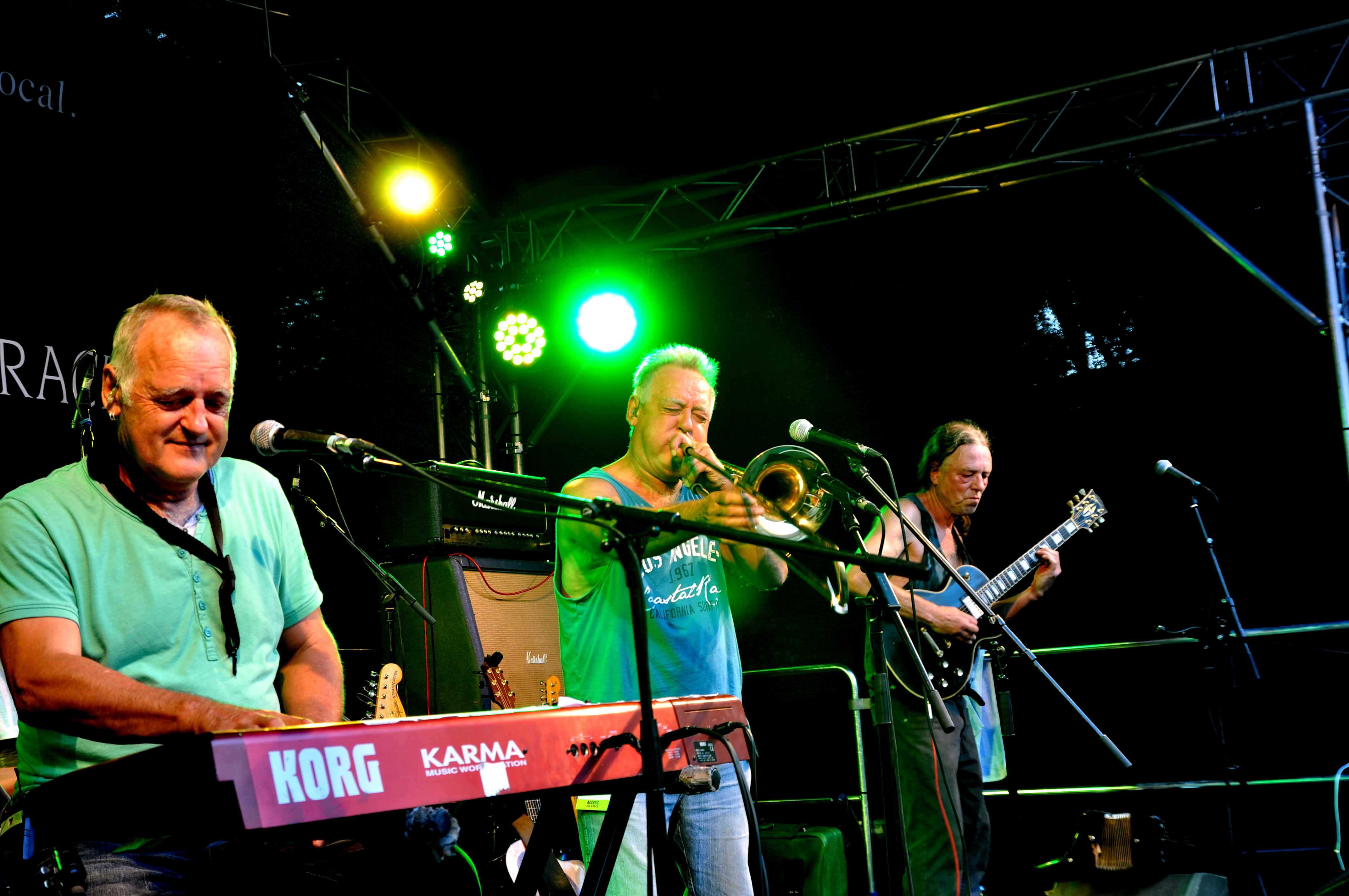
Alex (links) und Georg Köberlein (Mitte) 2017 beim Blacksheep-Festival

Etwa Mitte/Ende der 80er Jahre veröffentlichte Alexander Köberlein zwei hochdeutsch gesungene LPs/CDs bei WEA Records bzw. Ariola. Der Song „Fliegen“ (1988) war einige Wochen lang ein Radio-Hit. Seit Anfang der 1990er Jahre spielte Köberlein mit seinem Zwillingsbruder Georg weiterhin sehr erfolgreich bei Grachmusikoff in unterschiedlichen Formationen (Rockband, Trio, Die Köberleins). Am 28. Dezember 2017 gab Grachmusikoff das letzte Konzert im Sudhaus in Tübingen.
Köberlein lebt in Pfäffingen (Gemeinde Ammerbuch) bei Tübingen.